# 花田☆温水 おじさんぽ
『花田☆温水 おじさんぽ』（はなだ ぬくみず おじさんぽ）は、2013年8月31日から2014年12月20日までテレビ愛知で放送されていた紀行バラエティ番組である。全62回。放送時間は毎週土曜 18:30 - 19:30 （日本標準時）。

## 概要
「おじさんの、おじさんによる、おじさんのためのさんぽ番組」をコンセプトにした番組で、花田虎上と温水洋一が名越涼子とともに東海3県各地を「おじさん目線」で散策しながら取材するというものだった。2人にとっては、これが東海地区初のレギュラー番組となった。前身番組の『遊びに行こっ!』や『プレミアム〜週末のしあわせ〜』と同様にグルメ情報番組色が強く、3人が訪れた飲食店のデータは毎週テレビ愛知公式サイト内の「取材先データベース」に追加されていた。
2014年12月14日、Facebookで番組終了を発表。そして、同年12月19日付の中日新聞夕刊で後継番組は『探Q!Aトリップ』となることを発表した。

## 出演者
- 花田虎上
- 温水洋一
- 名越涼子（テレビ愛知アナウンサー → フリーアナウンサー） - テレビ愛知を退社してフリーに転じた後も番組に出演し続けていた。

## ナレーション
- 赤川美咲

## 放送リスト
|   | 放送日   | 主なロケ場所 | 備考 |
| - | -------- | ------------ | ---- |
| 1 | 8月31日  | 大須         |      |
| 2 | 9月7日   | 円頓寺商店街 |      |
| 3 | 9月14日  | 犬山城周辺   |      |
| 4 | 9月21日  | 岐阜・柳ヶ瀬 |      |
| 5 | 9月28日  | 瀬戸         |      |
| 6 | 10月12日 | 足助・香嵐渓 |      |
| 7 | 10月19日 | 三重県松阪市 |      |
| 8 | 10月26日 | 伊勢神宮周辺 |      |